# Луна 8
Луна 8 е космически апарат, изстрелян от СССР по програмата Луна с цел изследване на Луната. Основната цел на мисията е осъществяване на меко кацане на повърхността на Луната. Двигателите забавящи движението на апарата закъсняват с включването си и апаратът се разбива в местността Океанус Процеларум (Oceanus Procellarum).
След успешно осъществяване на корекция на курса на 4 декември, апаратът е насочен по траектория, позволяваща кацане на Луната. Непосредствено преди планираното активиране на двигателите, наземният контрол изпраща команда за надуване на въздушните възглавници за омекотяване на удара с повърхността. Една от тях обаче бива пробита от част от корпуса на апарата и започва да изпуска въздух. Апаратът започва да се върти с 12 градуса в секунда и изгубва ориентацията си. Тя е възстановена за известно време и е осъществен 9-секунден старт на двигателите, който обаче не постига достатъчно намаляване на скоростта и апаратът се разбива. Мястото и часът на сблъсъка е с координати 9,8° с. ш. и 63,18° з. д. на 6 декември в 21:51 ст. време, на запад от кратера Кеплер.